# NGC 6117
NGC 6117 (другие обозначения — NGC 6117A, UGC 10338, MCG 6-36-22, ZWG 196.36, IRAS16174+3712, PGC 57816) — спиральная галактика (Sc) в созвездии Северная Корона.
Этот объект занесён в новый общий каталог несколько раз, с обозначениями NGC 6117, NGC 6117A.
Этот объект входит в число перечисленных в оригинальной редакции «Нового общего каталога».